# Phare de Kópasker
 (mars 2017).
Si vous disposez d'ouvrages ou d'articles de référence ou si vous connaissez des sites web de qualité traitant du thème abordé ici, merci de compléter l'article en donnant les références utiles à sa vérifiabilité et en les liant à la section « Notes et références ».
Le phare de Kópasker (en islandais : Kópaskersviti) est un phare situé dans la région de Norðurland eystra dans le village de Kópasker.